# Creston Indian Reserve 1
Creston Indian Reserve 1 är ett reservat i Kanada.   Det ligger i provinsen British Columbia, i den södra delen av landet, 3 100 km väster om huvudstaden Ottawa.
Trakten runt Creston Indian Reserve 1 består till största delen av jordbruksmark. Runt Creston Indian Reserve 1 är det mycket glesbefolkat, med 5 invånare per kvadratkilometer.